# 해방기념비

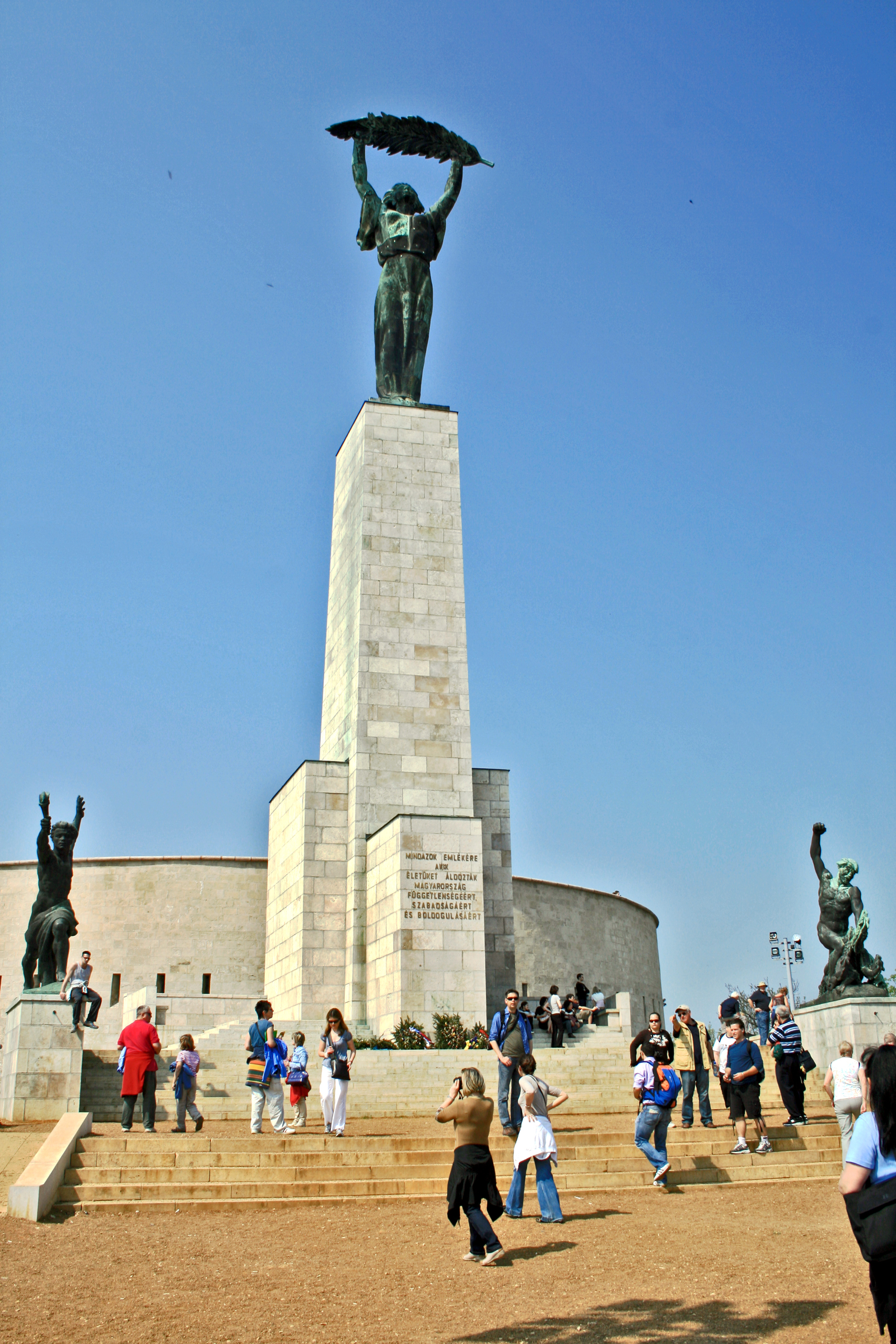

해방기념비(Szabadság-szobor)는 헝가리 부다페스트에 위치한 기념비이다.
독일군으로부터 헝가리를 해방시키기 위해 싸우다 전사한 소련병사를 기념하기 위해 건립된 기념비이다. 도나우 강변의 해발 235m의 제레르트 언덕 위에 위치한다. 승리의 월계수를 떠받치고 있는 여신과 그 발치에 나치스와 자본가를 상징하는 큰 짐승이 있는 조각이 새겨져 있다.

## 같이 보기
- 1956년 헝가리 혁명
- 세계에서 가장 큰 조각상 목록